# Mario Novais
Mario Novais o Novaes (Lisboa, 1899-1967) fue un fotógrafo portugués.

## Biografía
Nació en una familia de fotógrafos activos en Lisboa desde el último cuarto del siglo XIX.
Participó en el 1.er Salón de Independentes (1930) y en la 1.a Exposición General de Artes Plásticas (1946). En 1933 inauguró su propio estudio fotográfico, el Estúdio Novaes, que permaneció activo durante medio siglo.
Novais estaba vinculado al fotorreportaje, la publicidad, la fotografía comercial e industrial y, en particular, a la fotografía de obras artísticas y arquitectónicas. Trabajó para varias agencias estatales e instituciones privadas, siendo responsable de la cobertura fotográfica de importantes manifestaciones culturales tanto en Portugal como en el extranjero, como la Exposición del Mundo Portugués de 1940. También participó en la Exposición Internacional de París (1937), la Exposición General de Nueva York (1939) y la Exposición de Arte Portugués de Londres (1955). 
Colaboró en varias publicaciones periódicas como Ilustração Portugueza, Boletim dos Museus Nacionais de Arte Antiga (1939-1943), el catálogo semanal Mundo Literário (1946-1948), la revista Panorama, el boletín mensual Mocidade Portuguesa Feminina (1939-1947) o la revista Litoral (1944-1945).
En 1985 su patrimonio fue adquirido por la Fundación Calouste Gulbenkian y confiado a su archivo de arte.

## Obra

### Publicaciones
- Queiroz, Carlos; Novais, Mário (1950). Paysages du Portugal (en francés). Lisboa: Secrétariat national de l'information, [s.d.] OCLC 491964394.

### Galería

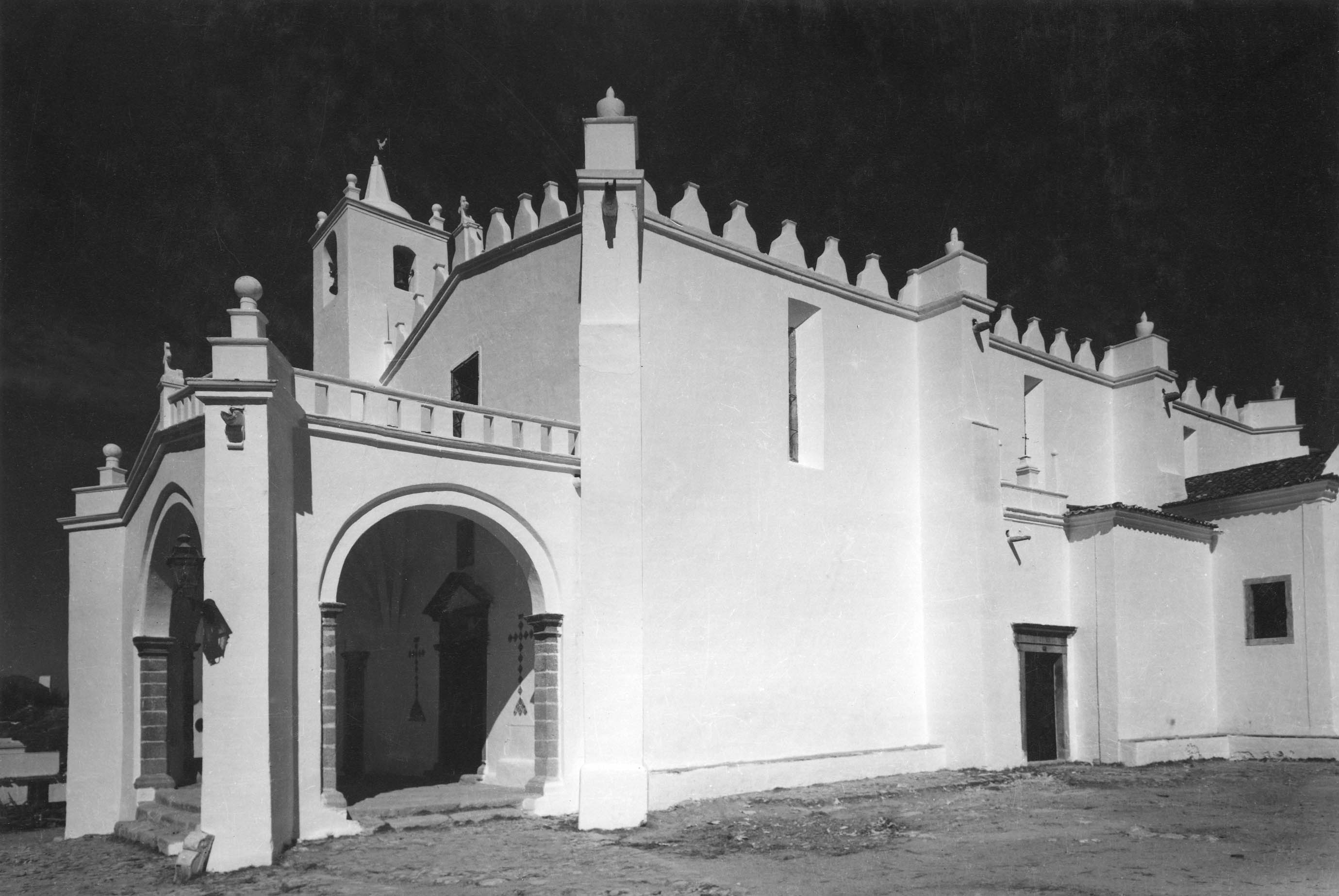
Iglesia parroquial de Arraiolos
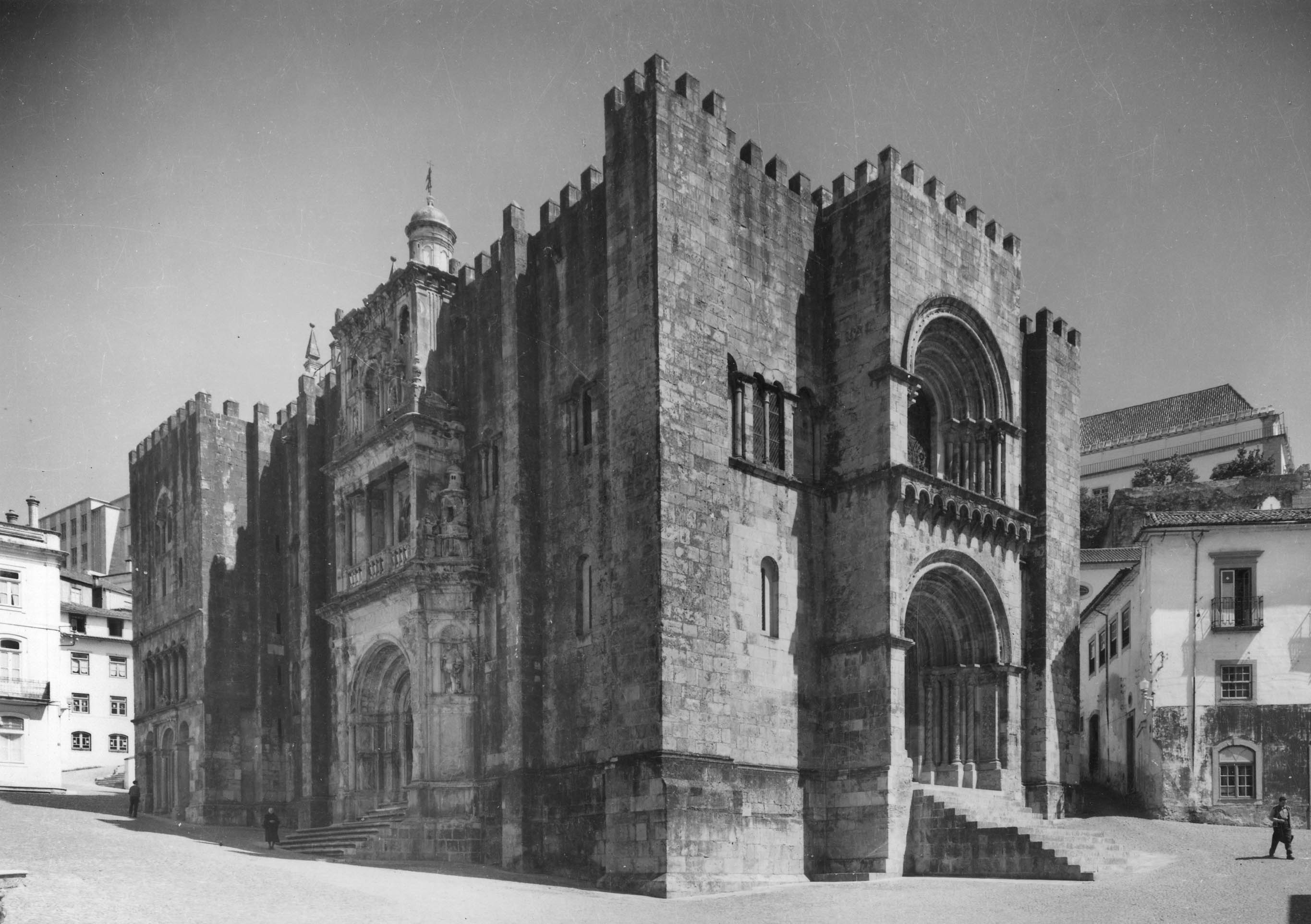
Catedral Vieja de Coímbra
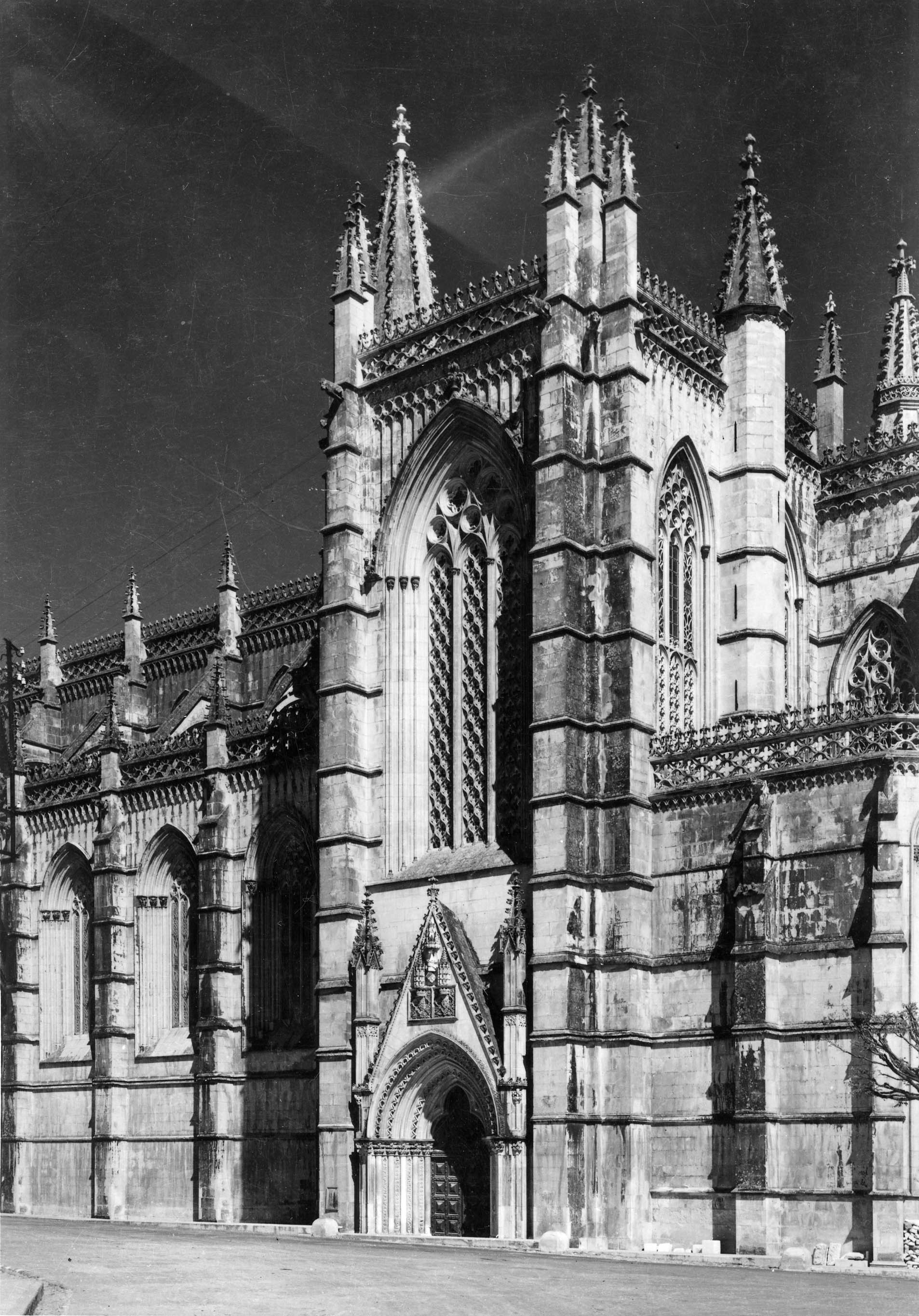
Monasterio de Batalha
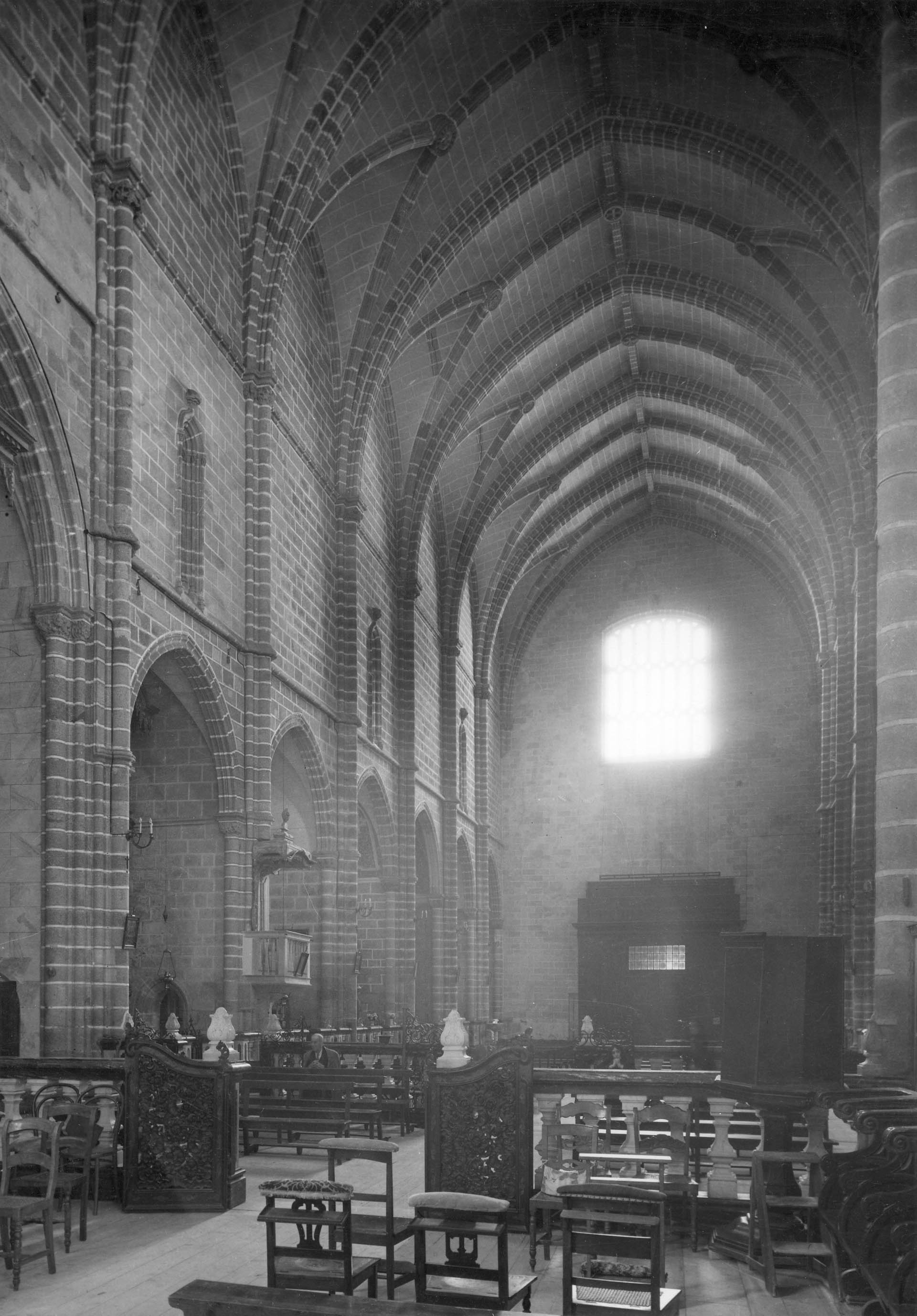
Iglesia de San Francisco, Évora
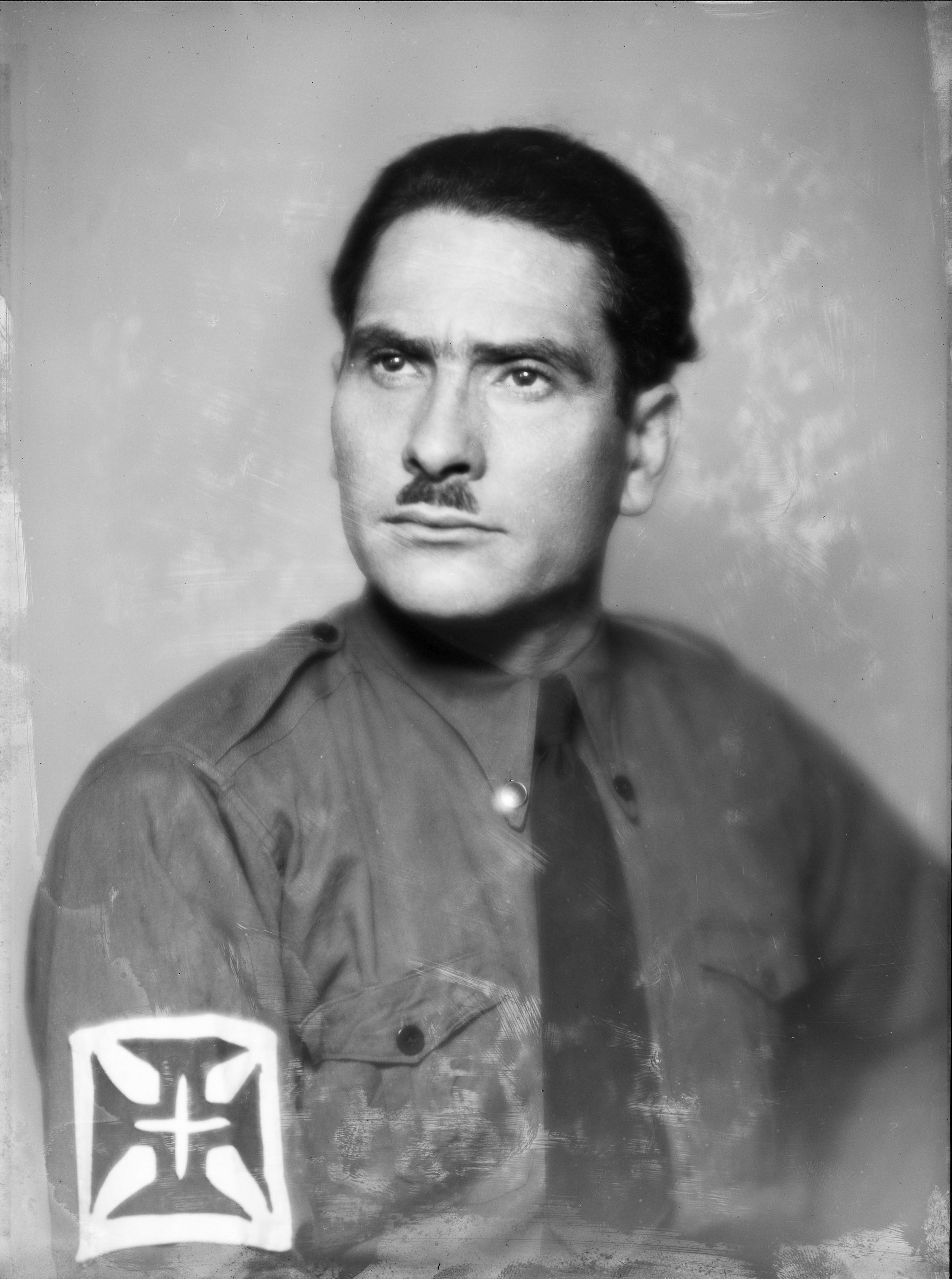
Francisco Rolão Preto